# Le pèlerinage de Lourdes
Le pèlerinage de Lourdes è la XXXVII enciclica di papa Pio XII.